# 小行星11600
小行星11600（11600 Cipolla）是一颗绕太阳运转的小行星，为主小行星带小行星。该小行星于1995年9月26日发现。

## 轨道参数
小行星11600的轨道半长轴为2.6442992 UA，离心率为0.155。